# Wiktorzec
Wiktorzec – część wsi Kozodrza położona w województwie podkarpackim, w powiecie ropczycko-sędziszowskim, w gminie Ostrów. Miejscowość położona jest północ od Kozodrzy i zajmuje obszar około 100 hektarów. Od wsi Ocieka oddziela go rzeka Tuszymka. Nazwa pochodzi od dziedzica tej okolicy o nazwisku Wiktor.
Przez Wiktorzec przechodzą dwie drogi: jedna w stronę Sędziszowa Małopolskiego i druga w stronę wsi Zdżary.
Wiktorzec został wyzwolony spod okupacji hitlerowskiej w sierpniu 1944 r. W walkach o wyzwolenie zginęli między innymi: Konstantin Michajłowicz Poliszczuk i Anton Ignatowicz Nakoniecznyj, pochowani na cmentarzu w Pustkowie.
Miejscowość zamieszkana jest przez rodziny wywodzące się z rodzin o nazwiskach: Popielarz, Haracz, Kawecki, Niwa, Pasko, Hajduk i Kmieć.